# Tropidophis pilsbryi
Tropidophis pilsbryi är en kräldjursart som beskrevs av den amerikanske herpetologen  Joseph Randle Bailey 1937. Tropidophis pilsbryi är en orm som ingår i släktet Tropidophis, och familjen Tropidophiidae.

## Underarter
Arten delas in i följande underarter:
- T. p. pilsbryi
- T. p. galacelidus

## Utbredning
T. pilsbryi är en art som är förekommer endemiskt på Kuba.